# Daniel Karpantschof

Daniel Herzberg Karpantschof (født 20. januar 1985 i Glostrup) er en dansk filmkonsulent, tidligere ungdomsrepræsentant i UNESCO, og nu verdenspræsident for Alumni Kongressen.
Han er søn af folkeskolelærer og NGO-repræsentant ved FN's generalforsamling Linda Herzberg og udviklingschef Bjarne Karpantschof.

## Politisk biografi
Daniel Karpantschof er tidligere amtssekretær (1998/1999), landssekretær (1999/2000) og næstformand (2000/2001) for Danmarks Elev Organisation[kilde mangler], tidligere medlem af Folkeskolerådet (1999-2002), under Margrethe Vestager, tidligere medlem af Dansk Ungdoms Fællesråds Styrelse (2000-2002) og har været dansk delegeret ved adskillige FN- og UNESCO-konferencer, tidligere medlem af Rådet for Europæisk Politik, under Niels Helveg Petersen (1999-2002).[kilde mangler]
Daniel Karpantschof var ministerudpeget medlem med dansk mandat i UNESCO's ungdomsrepræsentation og har repræsenteret Danmark ved bl.a. UNESCOs Verdensparlament af Unge (1999) (som han var formand for), FN's Millennium Conference (2000) og UNESCOs Youth Forum (2001, 2002 og 2003).[kilde mangler] Han er i dag Verdenspræsident for Alumni Kongressen for tidligere medlemmer af Delegerede ved UNESCOs Verdensparlament af Unge (UNFWPM; UNESCO Former World Parliament Members).[kilde mangler]

## Cinematografisk biografi
Karpantschof er uddannet fra MedieAkademiet og har været engageret som konsulent ved Zentropa i Avedøre, hvor han bl.a. har medvirket til Dogville og Dear Wendy. Siden freelance konsulent ved bl.a. Zentropa Real på It Used to Be a Great Flag om antisemitisme i Europa.
Har desuden produceret  Bogstavernes Forbandelse , Crom Cruaich , The Journey of Saint Mary  og medvirket til Between the Lines .

## Priser
Daniel Karpantschof har modtaget flere priser. Modtager af Europaprisen, fra Europarådets Generaldirektorat for Ungdom, Kultur og Uddannelse (2005), samt nomineret til Cirius' Sprogpris 2006.[kilde mangler]

## Tillidshverv
Karpantschof er medlem af præsidiet i Akademiet for Fremtidsforskning, Det Danske Filmakademi og Det Europæiske Akademi for Levende Billeder (European Academy of Motion Pictures). Han er desuden medlem af styrelsen i Instituttet for Fremtidsforskning.

## Eksterne referencer
1. ↑  Multikulturelle verdensborgere  kristeligt-dagblad.dk 27. oktober 1999
2. ↑  Bogstavernes Forbandelse
3. ↑  Crom Cruaich
4. ↑  The Journey of Saint Mary
5. ↑  Between the Lines

- Daniel Karpantschof på Internet Movie Database (engelsk)